# 톡토기목
톡토기목은 톡토기아강에 속하는 주요 세 분류군 중 하나로 곤충과 관련된 소형 육각류 동물이다. 이 분류군은 과거에 톡토기상과(Poduroidea)로 한정되어 있었다.

## 특징
톡토기목은 몸의 체형으로 다른 톡토기 분류군과 구별된다. 둥근톡토기목의 경우 몸이 매우 둥글며 거의 구 형태이고 복부 체절은 구분이 가지 않는다. 털보톡토기목과 톡토기목은 구별되는 여섯 개의 배마디를 가진 몸이 길다란 동물이다. 털보톡토기목이 앞가슴이 작은 반면, 톡토기목은 모든 가슴마디의 크기가 같다. 또한 다리가 짧고 몸이 통통하나, 체형이 둥근톡토기목보다 좀 더 타원형이다. 도약기(furcula)는 납작하고 편평하다.

## 하위 분류
화석 과를 포함한다.

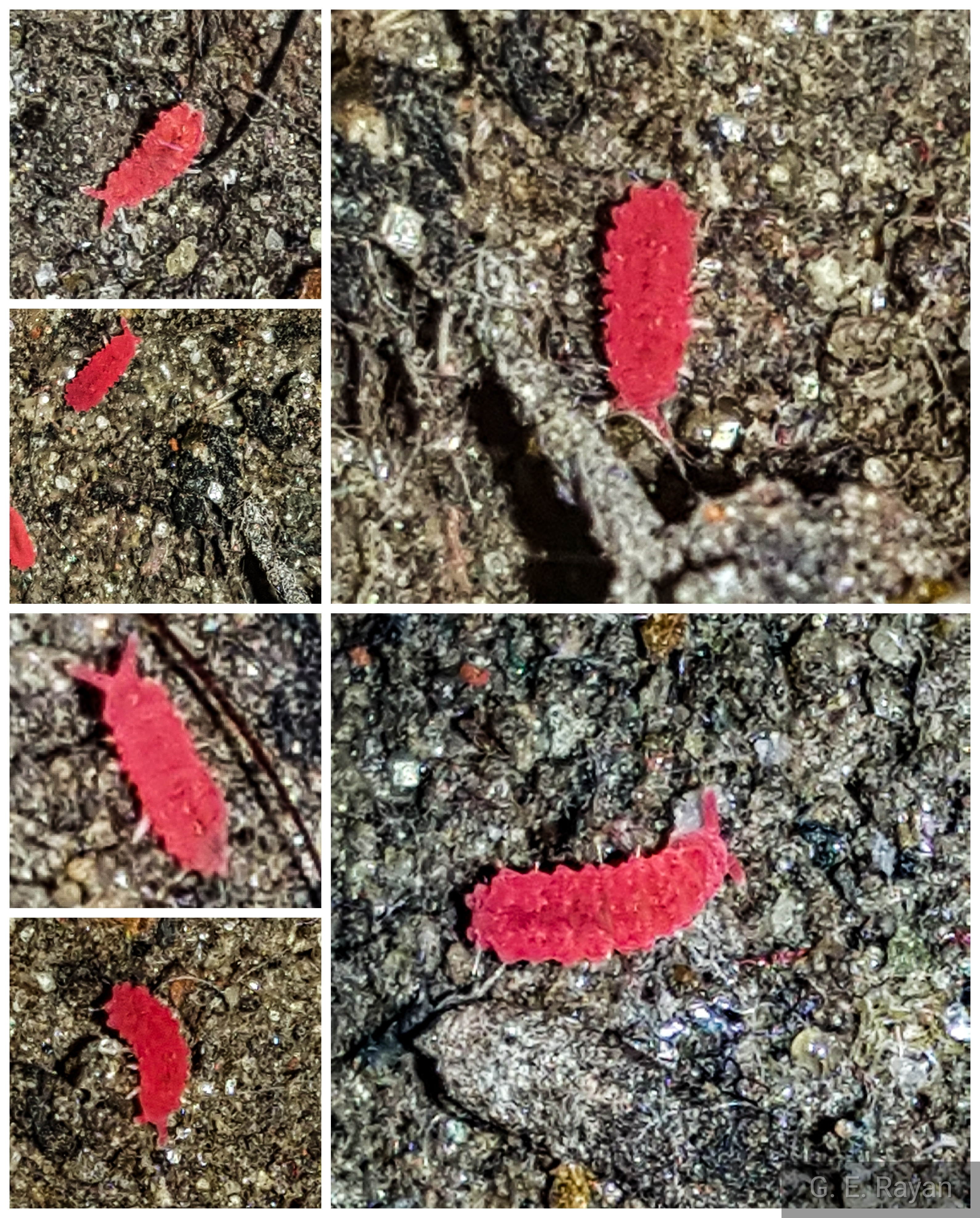
붉은 빛의 혹무늬톡토기류(Neanuridae)가 정원 흙 사이로 기어다닌다.

- 혹무늬톡토기상과 (Neanuroidea)
  - 둥근턱톡토기과 (Brachystomellidae)
  - 혹무늬톡토기과 (Neanuridae)
  - Odontellidae
- 물톡토기상과 (Poduroidea)
  - 물톡토기과 (Poduridae)
- 보라톡토기상과 (Hypogastruroidea)
  - 보라톡토기과 (Hypogastruridae)
  - Pachytullbergiidae
  - Paleotullbergiidae
- 참굴톡토기상과 (Gulgastruroidea)
  - 참굴톡토기과(Gulgastruridae)
- 어리톡토기상과 (Onychiuroidea)
  - 어리톡토기과 (Onychiuridae)
  - 헛눈어리톡토기과 (Tullbergiidae)
- Isotogastruroidea
  - Isotogastruridae